# Ammyt

Ammyt.

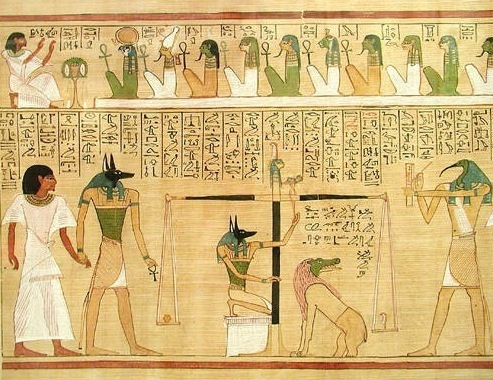
Juicio de Osiris con la representación de Ammyt.

Ammyt (otras grafías: Ammit, Ammut, Amemet o Amam), denominada «devoradora de los muertos», era la bestia que devoraba el corazón de un ser humano fallecido si no era considerado «Justo de voz» (puro) en el Juicio de Osiris, perdiendo así su condición de inmortal.

## Iconografía
Era representada como un ser con cabeza de cocodrilo, la parte delantera de león y la trasera de hipopótamo.

## Mitología
Ammyt se situaba bajo la balanza en el Juicio de Osiris, celebrado en la Duat, el inframundo. Dyehuty (Tot) comparaba el peso del corazón del difunto "Ib", símbolo de los actos pasados terrenales, la conciencia y moralidad, contra la pluma que representaba la Maat (verdad, justicia y armonía universal). 
Para que el difunto pudiera ser considerado «Justo de voz», el corazón y la pluma debían ser igual de ligeros. Si el corazón pesaba más que la pluma era considerado impuro, Ammyt lo devoraba y a la persona juzgada no se le concedía entrar en el Aaru, perdiendo su condición de inmortal, pereciendo definitivamente.
| a | m | m | i | i | t | F10 | F27 |

| a | m | m | i | i | t | F10 | F27 |